# صموئيل هاوكس
صموئيل هاوكس هو سياسي أمريكي، ولد في 4 ديسمبر 1816، وتوفي في 24 مارس 1903. نشط حزبياً في الحزب الديمقراطي. وقد انتخب عضو مجلس نواب ماساتشوستس ‏.